# Saarbrücker Schule
Die Saarbrücker Schule ist eine Gruppe von Forschern um den Religionswissenschaftler Karl-Heinz Ohlig, die die Entstehung des Islams mit der historisch-kritischen Methode, dem wissenschaftlichen Standardverfahren zur Analyse historischer Texte, sowie den Methoden weiterer wissenschaftlicher Fachgebiete, zum Beispiel der Numismatik, ergründet.

## Beschreibung
Die Saarbrücker Schule wendet auf alle Sachverhalte der frühen Islamgeschichte und des Korans die historisch-kritische Methode an. Die in der sogenannten Traditionsliteratur überlieferte frühe Geschichte des Islams gilt ihr nicht als Geschichtsquelle, sondern als literarisches Erzeugnis der Zeit, in der sie aus bestimmten politischen, theologischen, literarischen oder anderen Beweggründen jeweils niedergeschrieben wurde. Die Entstehung der islamischen Religion stellt sich im Lichte dieser Forschungen als ein Prozess dar, der sich über mehr als zwei Jahrhunderte hingezogen hatte. Die Konzentration der Macht im arabischen Reich, der Beginn der arabischen Jahreszählung, der Umbau und die Errichtung sakraler Bauten wie die Johannesbasilika bzw. Umayyadenmoschee in Damaskus, der Felsendom in Jerusalem, die sogenannte Prophetenmoschee in Medina und die Kaaba in Mekka, die Abfassung und Verwendung des Korans, der islamische Kalender, die Abfassung einer Lebensgeschichte des arabischen Propheten, die Einrichtung eines Pilgerwesens in Mekka, die Entwicklung der Traditionsliteratur und des islamischen Rechts, sind Elemente der neuen Weltreligion, für die Forscher der Saarbrücker Schule jeweils andere Ursprünge ermittelt haben, als dies die Traditionsliteratur behauptet. Im Ergebnis stellt sich die frühe Geschichte des arabischen Reiches als Prozess der Schöpfung eines Reichsglaubens durch die Elite des arabischen Reiches dar, in dem synkretistische – vorwiegend christliche – Gegebenheiten in Auseinandersetzung mit Byzanz, dem rabbinischen Judentum und der Kultur des Sassanidenreichs unter Aufnahme buddhistischer Elemente zu einer neuen Weltreligion geformt wurden. Die traditionelle Vorstellung eines arabischen Propheten mit einer in den Jahren von 610 bis 632 in Mekka und Medina empfangenen Offenbarung steht nach den Erkenntnissen der Saarbrücker Schule nicht am Beginn dieses Prozesses, sondern stellt eine mittlere Entwicklungsstufe dar, die in das 8. christliche Jahrhundert datiert.

## Vorläufer
Bereits Ignaz Goldziher, Joseph Schacht, Günter Lüling, Suliman Bashear, Yehuda Nevo, John Wansbrough, Patricia Crone und Michael Cook waren der Ansicht gewesen, dass der traditionelle Bericht nicht dem tatsächlichen Gang der Geschichte entspricht. Mit Inârah hat sich erstmals eine interdisziplinär arbeitende Forschergruppe dieses Themas angenommen.

## Geschichte
Die Saarbrücker Schule geht auf den Religionswissenschaftler Karl-Heinz Ohlig zurück, der im Zuge seiner 2006 erfolgten Emeritierung an der Universität des Saarlandes eine multidisziplinäre Gruppe von Forschern um sich versammelt hatte, die im Jahre 2007 den gemeinnützigen Verein „Inârah e.V. – Institut zur Erforschung der frühen Islamgeschichte und des Korans“ gründeten. Diese Gruppe, zu der außer Ohlig u. a. der Orientalist Gerd-Rüdiger Puin, der Sprachwissenschaftler Markus Groß, der Philologe Christoph Luxenberg, der Semitist und Altorientalist Robert Kerr, sowie der Numismatiker Volker Popp gehören, führten 2008, 2010, 2012, 2014, 2018, 2019 und 2022 sieben Fachtagungen durch, in denen über 50 Forscher vortrugen. Ihre Arbeiten wurden in bis jetzt elf Sammelbänden (Inârah 1–11) veröffentlicht. Ferner gibt es zahlreiche kleinere Artikel in der Saarbrücker Zeitschrift „imprimatur“ sowie in den Sammelbänden von Ibn Warraq zum frühen Islam.

## Rezeptionsgeschichte
Die Arbeiten der Saarbrücker Schule stellen ein eigenes multidisziplinäres Korpus der Forschungsliteratur dar, dessen Wirkung auf die zahlreichen betroffenen Fachrichtungen noch nicht absehbar ist. Eine breitere wissenschaftliche Auseinandersetzung mit den Thesen und Ergebnissen von Inârah steht noch aus.

## Einzelne Thesen und Forschungsergebnisse von Inârah
- Der Name Muhammad bezeichnete ursprünglich nicht eine Person, sondern ein christologisches Prädikat (Popp,[4] Luxenberg,[5] Ohlig[6] Thomas[7]).
- Die jährliche Wallfahrt (Ḥaǧǧ) fand in umayyadischer Zeit an mehreren Orten statt, zentral in Jerusalem, und wurde erst unter den Abbasiden nach Mekka übertragen (Dequin[8]).
- Der Yaḥyā des Korans ist im Unterschied zum taufenden Johannes des Evangeliums ein Levit, dem das Gesetz anvertraut ist. Der ʿĪsā bn Maryam des Korans ist im Unterschied zum Jesus des Evangeliums ein Begleiter der Gottheit, dem die Schrift anvertraut ist. Beide gehören zu einer erneuerten und bereinigten Schöpfung nach persischer Tradition. Das vorislamische Motto der koranischen Bewegung mḥmṭ/mḥmd wird philologisch näher bestimmt (Popp[9]).
- Vermeintliche Erwähnungen von Muhammad, Muslimen oder des Islam in Werken des orientalischen Mittelalters beziehen sich nicht auf einen arabischen Propheten, Anhänger einer neuen Religion oder einen neuen Glauben (Ohlig[10]).
- Die Genealogie des arabischen Propheten und seines Geschlechts, der Quraisch, ist unhistorisch; es lässt sich angeben, an welchem Punkt sie geschichtlich wird (Dequin[11]).
- Die Lebensgeschichte des arabischen Propheten stammt zum großen Teil aus dem Leben des Abū Muslim (Dequin[12]).
- Mekka und Medina gehörten zum Raum südarabischer Schriftkultur, und es wurden dort andere nordarabische Sprachen gesprochen, die nicht Vorläufer des klassischen Arabischen waren. Dieser Raum kann deshalb nicht als Emergenzterritorium des Korans gelten. Denkbar hingegen, hierfür die in den Osten des Sassanidenreichs deportierten Einwohner von Hatra oder anderen Orten Nordarabiens anzunehmen. (Kerr[13]).
- Das Arabisch des Korans macht nicht den Eindruck einer auf natürlichem Wege entstandenen Sprache, da viele seiner grammatischen Besonderheiten weder in älteren semitischen Sprachen, noch in den frühesten arabischen Inschriften, und auch nicht in späteren arabischen Dialekten vorhanden sind. Es erscheint somit eher als das Ergebnis gezielter Sprachpolitik durch archaisierende Vereinheitlichung. Die übernommenen archaischen Elemente (zum Beispiel Endungen in der Nominalflexion) könnten in einem Umfeld entstanden sein, wo Sprachen gesprochen wurden, die ähnliche Elemente aufwiesen, was in iranischsprachigen (sogdisch) Gebieten Zentralasiens der Fall ist (Groß[14]).
- Der Koran enthält sprachliche Merkmale, die auf eine syro-aramäische Vorlage schließen lassen (Luxenberg[15]).
- Namen und Begriffe aus dem Koran, die für das islamische Selbstverständnis grundlegend sind wie Mekka, Badr, Huris (Paradiesjungfrauen) erweisen sich als Fehllesungen oder haltlose Interpretationen (Luxenberg[16]).
- Der Koran wurde um 700 unter dem Herrscher ʿAbd al-Malik unter Leitung von dessen Berater al-Ḥağğāğ ibn Yūsuf redigiert (de Prémare[17]).
- Der Koran wurde in den Jahren um 750 bis mindestens 820 verfasst. Mit einem literaturkritischen Ansatz wird gezeigt, wie unter abbasidischer Herrschaft ein anfänglicher Grundtext nach und nach ausgebaut wurde, auch unter Herstellung von Querbezügen. Ältere Textelemente fanden dabei Aufnahme (Dequin[18]).
- Die Untersuchung des koranischen Texts ist noch weit von einer kritischen Edition entfernt (Gerd-Rüdiger Puin[19]).
- Es ist nicht möglich, das Alter von Pergament mit Hilfe der Radiokarbon-Methode zu bestimmen, weil der Anteil der Bodenatmung und des karbonathaltigen Untergrunds am eingebauten Kohlenstoff auf den Weiden, die einst zur Gewinnung des Pergaments gedient hatten, unterschiedlich ist. Dies ist bei der Datierung von Koran-Manuskripten zu berücksichtigen (Dequin[20]).
- Der Koran enthält mit dem Alexander-/ Ḏū l-Qarnayn-Material einen Stoff, der jünger ist als die Lebenszeit des von der Traditionsliteratur behaupteten arabischen Propheten; gleichwohl gibt es hiervon Versionen, die textgeschichtlich älter als der Koran sind (Popp,[21] Causse[22]).
- Die sogenannten „Geheimnisvollen Buchstaben“ des Korans lassen sich als Überreste von liturgischen Anweisungen (Kürzel von einzufügenden Psalmengesängen) einer syrischen christlichen Liturgie deuten (Luxenberg[23]).
- Der Koran enthält in seiner ältesten Schicht (etwa einem Drittel des Textes) hymnische christliche Strophenlieder im Sinne Lülings, deren Struktur und Sinn später durch Hinzufügungen in Richtung einer „islamischen Reinterpretation“ verändert wurden (Younes[24]).
- Der heutige Text des Korans ist Ergebnis einer redaktionellen Überarbeitung; in einzelnen Fällen kann man versuchen, die ursprüngliche Form herauszuarbeiten und so Einblicke in die Gedankenwelt und Seelenverfassung des Urhebers zu gewinnen (Kropp[25]).
- Anhand von Eingriffen in den koranischen Text, die unter anderem an frühen Manuskripten nachgewiesen werden, wird eine ideologische Arbeit sichtbar, die vor allem um die zentralen Heiligtümer in Jerusalem und Mekka sowie die damit verbundene heilsgeschichtliche Erzählung bemüht ist (Mraizika-Chaussy[26]).
- Die Vermutung, dass die fünf Stellen des Korans, an denen mḥmd bzw. aḥmad vorkommt, interpoliert sind, wird durch Untersuchung ihres Inhalts erhärtet (Gallez[27]).
- Der Felsendom wurde errichtet, um gemäß Vorstellungen der Umayyadenzeit den Ort hervorzuheben, von dem aus Gott nach Erschaffung der Welt in den Himmel aufgefahren war, und an dem er für das Jüngste Gericht wiedererwartet wurde (Dequin[28]).
- Der koranische Text enthält Elemente, die sich in der Art eines Kommentars auf andere Stellen des koranischen Textes beziehen und somit eine zeitliche Schichtung voraussetzen. Im Ergebnis prägt das Verständnis der späteren Stellen das der früheren (Gobillot[29]).
- Im koranischen Text vorhandene unterschiedliche Fassungen derselben Geschichte sind Ergebnis der schriftlichen Arbeit am Text, bei der frühere Versionen neu geschrieben und neu zusammengesetzt wurden (Dye[30]).
- Der Abschnitt in Sure 4, der von der Kreuzigung des „Messias Jesus“ handelt (Verse 153-162) lässt eine Redaktionsgeschichte erkennen, in der man mindestens 4 Schichten unterscheiden muss. Von diesen muss zumindest die umfangreiche letzte Schicht in Vers 157, die eine gelehrte Auslegung darstellt, die inhaltlich Ausführungen entspricht, die sich bei Johannes von Damaskus finden, nach der Inschrift des Felsendoms (692) und der Amtszeit des al-Ḥağğāğ ibn Yūsuf (TL gest. 714) datiert werden (Rodrigo da Costa[31]).
- Das Werk von Lactantius enthält eine Reihe theologischer Gedankengänge, die mit solchen im Koran übereinstimmen (Gobillot[32]).
- Das im Koran erwähnte Abendmahl muss eine Art manichäische oder paulikianische eucharistische Mahlzeit gewesen sein, die dem Pascha- oder Bèma-Fest am ehesten nahekam (Luxenberg,[33] van Reeth[34]).
- Der Koran ist kein dogmatischer, sondern ein konsensorientierter Text, der in religiösen Streitfragen der Zeit Minimalkompromisse formuliert hatte (Kalisch[35]).
- Theologische Begriffe in koranischen Texten stammen aus mehreren älteren religiösen Milieus: alttestamentliche Prophetenbücher, jüdische Merkhaba-Mystik, christliche Logos-Lehren, babylonische Glaubensvorstellungen, Henochliteratur, Täuferrituale. Der Koran erweist sich als Metatext, der Einblicke in die vielfältige Glaubenswelt der Umayyadenzeit gewährt. In abbasidischer Zeit wurde dieses Erbe teils nicht mehr verstanden, teils umgedeutet (Popp[36]).
- Mit mathematischen Methoden lässt sich zeigen, dass der Koran etwa 50 Verfasser hatte (Walter[37]).
- Ein in Sanaa aufgefundener Koran-Palimpsest enthält zahlreiche Abweichungen vom Standardtext, die insgesamt vier Stufen widerspiegeln (1. ursprünglicher geschriebener Text, 2. Korrekturen an diesem Text; 3. nach Erreichen einer Grenze an machbaren Veränderungen Abschaben des korrigierten Textes und Ersatz durch einen neuen Text, 4. Korrekturen am neuen Text). Selbst der neue Text ist nicht identisch mit dem heutigen Kairener Koran (Elisabeth Puin[38]).
- Frühe Koran-Handschriften, zum Beispiel der sogenannte Fustat-Koran (NLR Marcel 13, Sankt Petersburg), enthalten Berichtigungen, die das Wort „Allah“ betreffen. Es gibt Gründe, hierin beabsichtigte Änderungen des Konsonantengerüsts zu sehen, und nicht lediglich Fehler des Schreibers (Brubaker[39]).
- Um das Jahr 820 wurde Vers 33:37 in den Koran eingefügt, um ein politisch motiviertes Adoptionsverbot religiös zu verankern. In diesem Vers wird Zayd ibn Ḥāriṯa erwähnt, der in der Traditionsliteratur als Adoptivsohn des arabischen Propheten gilt. Sowohl die Adoption, als auch die Ehe Zayds mit Zaynab, deren Scheidung und Wiederverheiratung mit dem arabischen Propheten fehlen in den älteren Lebensbeschreibungen des arabischen Propheten und wurden erst im Zusammenhang mit der Thronfolgeregelung des Herrschers al-Ma’mūn in die Welt gesetzt (Dequin[40]).
- Die Aufschriften frühislamischer Münzen sind in der Regel als religiöse und politische Losungen zu lesen, nicht als Eigennamen arabischer Herrscher und Gouverneure (Popp[41]).
- Der Ursprung der arabischen Ära im Jahre 622 geht auf den damaligen Sieg des Heraklius über die Sasaniden zurück, in dem die arabischen Eliten des byzantinischen Ostens Selbstregierung erlangt hatten (Popp[42]).
- Das mekkanische Pilgerritual hat wesentliche Teile aus buddhistischen Zeremonien, vor allem der Mönchsordination übernommen. Zudem gibt es eine größere Zahl weiterer äußerlicher Gemeinsamkeiten zwischen Islam und Buddhismus, die auf eine bewusste Übernahme zum Zwecke der leichteren Missionierung hinweisen (Groß[43]).
- Die Einrichtung des Pilgerwesens im Mekka geschah unmittelbar nach der abbasidischen Machtergreifung nach dem Vorbild des buddhistischen Nowbahar bei Balch / Masar-e Scharif (Dequin[44]).
- Die in der Traditionsliteratur überlieferten Vorgänge bei der Wallfahrt nach Mekka unter den Umayyaden sind widersprüchlich und kaum mit der unter den Abbasiden niedergeschriebenen Sīra des Ibn Isḥāq in Einklang zu bringen, deren sogenannte Abschiedswallfahrt des arabischen Propheten für spätere Zeiten das maßgebliche Muster wurde (Hawting[45]).
- Am Wallfahrtsort Mekka gibt es auffällige Namensähnlichkeiten mit Örtlichkeiten am Wallfahrtsort Jerusalem. So scheint die mekkanische Erhebung aṣ-Ṣafā ihr Gegenstück im Berg Skopus (bei Josephus Sapha), und die mekkanische Erhebung al-Marwa ihr Gegenstück im Tempelberg Morija (Zion, Marwah) zu haben. Das deutet darauf hin, dass die ursprüngliche Wallfahrt nach Jerusalem ging und erst zu einem späteren Zeitpunkt nach Mekka verlagert wurde (Kerr[46]).
- Der islamische Kalender ist das Ergebnis einer Hin- und Wiederabwendung vom Judentum; als Relikt zeugt hiervon das Datum der sogenannten Hidschra, das mit Jom Kippur identisch ist (Dequin[47]).
- Eine Voraussetzung für die Entstehung des Islams war die synkretistische Religionskultur des Zweistromlandes, die sich ab dem 3. Jahrhundert im Zuge der Enteignung großer Tempelherrschaften durch die sasanidische Oberherrschaft herausgebildet hatte. Als Nachfolger der damals verbotenen Tempelkulte entstanden Religionsgemeinschaften wie die Mandäer, die Elemente unterschiedlicher von der Oberherrschaft geduldeter oder geförderter Kulte aufnahmen, ohne dass sie erkennbar von diesen missioniert worden wären. Diese synkretistische Religionskultur machte es möglich, dass der Islam jüdische und christliche Elemente aufnehmen konnte, ohne aus diesen Religionsgemeinschaften hervorgegangen zu sein (Dequin[48]).
- Der Islam in der heute bekannten Form ist ein Produkt des 3. Jahrhunderts arabischer Zeitrechnung; Überlieferungen in Form des isnāds wurden eingeführt, um die wahren Verhältnisse besser verschleiern zu können (Kalisch[49]).
- Die Herausbildung der islamischen Traditionsliteratur folgt einem Bildungsgesetz, das ihre tatsächliche Geschichte verschleiert und sie älter erscheinen lässt, als sie tatsächlich ist (Dequin[50]).
- Buddhistische Traditionen Ostirans, wo sich der Islam wesentlich herausgebildet hat, sind sowohl dogmatisch (Übereinstimmung von Form und Inhalt im Glauben, Negierung des Willens), institutionell (Medrese) als auch in Einzelheiten (Daten aus dem Leben des arabischen Propheten, Name seiner Tochter Fatima) in den Islam eingegangen (Groß,[51] Dequin[52]).
- Araber als Nachkommen Ismaels sind eine Erfindung des Flavius Josephus; auch in säkularer Geschichtsschreibung gibt es nur biblisch beeinflusste Abstammungserzählungen der Araber auf Grundlage der griechischen Ethnographie (Kerr[53]).
- Das Bewerfen von „Absaloms Hand“ in Jerusalem ist als das „Steinewerfen bei Minā“ nach Mekka übertragen worden (Dequin[54]).
- Eine „islamische“ Eroberung Spaniens im Jahre 711 lässt sich weder aus zeitgenössischen Quellen, noch aus dem archäologischen Befund, oder aus späteren erzählenden Chroniken rekonstruieren; es ist davon auszugehen, dass die tatsächlichen Ereignisse wesentlich anders verlaufen sind als die Traditionsliteratur sie behauptet (Thomas[55]).
- Bei der sogenannten „Inschrift von Zuhayr“, einem Felsgraffito in der Nähe der heutigen Pilgerstraße zwischen al-ʿUlā und al-Ḥiğr 400 km nördlich von Medina, handelt es sich um eine Teilfälschung, bei der eine wenig aussagekräftige Felsritzung unter anderem um ein Jahresdatum ergänzt wurde, damit man sie auf den geschichtlich nicht belegten Herrscher ʿUmar (TL 634-44) beziehen konnte (Kerr[56]).
- Das Zusammenfügen unabhängig voneinander entstandener Riten, Glaubensvorstellungen und Überlieferungen zu einem einheitlichen System im Islam ist eine Frucht der manichäischen Missionskultur (Dequin[57]).
- Das unter anderem vom sogenannten „Islamischen Staat“ in seiner Flagge verwendete „Siegel des Propheten“ geht auf einen der im 19. Jahrhundert gefälschten Briefe des arabischen Propheten zurück, die heute im Istanbuler Topkapi-Museum aufbewahrt werden (Gerd-Rüdiger Puin[58]).